# José María Arzuaga
José María Arzuaga (Madrid, 19 d'abril de 1929 - juny de 1987) fou un director de cinema colombià d'origen espanyol. Va exercir com a realitzador cinematogràfic i gran part de la seva obra la va fer a Colòmbia. Va morir a Madrid el 1987.

## Biografia
Va passar la seva infància i joventut al país a Espanya, enmig de la guerra civil. Sempre va ser un home dedicat a col·laborar amb la seva família i mentre acabava els seus estudis secundaris treballava per a secundar econòmicament la seva llar. Continuaria treballant i estudiaria tècniques administratives per un temps. Va viatjar a França i Itàlia, per a després tornar a Espanya per a exercir-se en la branca judicial i després de no poder estudiar arquitectura pels alts costos d'aquesta carrera, estudiaria a l'escola de Belles arts de Madrid, on acabaria relacionant-se amb el cinema. Allí participaria en grups de discussió i apreciació cinematogràfica, cineclubs, i després incursionaria en l'escriptura de crítica cinematogràfica. Després de quatre anys d'estudis a l'escola, Arzuaga comptaria amb dos curtmetratges que el mateix va escriure i va dirigir El Solar i La Cama Número 5, treballs pels quals tindria problemes acadèmics.

## Arzuaga a Colòmbia
Després de repetitives discussions a l'Escola de Belles arts, Arzuaga decideix retirar-se i viatjar a Colòmbia, país en el qual mai havia estat i on no coneixia ningú. Segons Arzuaga va decidir instal·lar-se a Colòmbia perquè alguna vegada un colombià a Espanya li va dir que aquest país era un possible paradís cinematogràfic. En arribar a Colòmbia va treballar en el que va poder i abans d'acceptar un treball com a cambrer, va aconseguir un treball com a assistent de direcció de Gonzalo Canal Ramírez en el curtmetratge Confidencias sobre nuestros hijos.
Després de realitzar el que seria el seu primer film (Raíces de Piedra, 1963) treballaria amb Cinesistema realitzant curtmetratges, entre ells basant-se en l'obra Rhapsody in blue de George Gershwin realitzaria Rhapsody in Bogota, curt que va ser premiat en el Festival Internacional de Cinema de Sant Sebastià 1963. Després d'això va rodar Pasado el meridiano durant 5 mesos consecutius treballant els caps de setmana entre 1965 i 1967.

## Filmografia
- 1958: El solar.
- 1959: La cama número cinco i Raíces de piedra.
- 1962-1964: Rhapsody in Bogota.
- 1963: Septiembre.
- 1965-1967: Pasado el meridiano.
- 1969-1971: El cruce.
- 1973: Historia de dos ciudades i Crónica de un incendio.
- 1975: Luisa, Luisa.
- 1976: Pedro Nel Gómez, i Una vida dedicada al arte.
- 1977: Pasos en la niebla.
- 1978: El billete de lotería.
- 1985: El doble.